# Massakuy
Massakuy est une commune située dans le département de Djibasso de la province de Kossi au Burkina Faso.

## Géographie
Massakuy est un village situé au sud-ouest de Djibasso, à 6 ou 7 km et au nord-ouest de Kiénekuy, le plus grand village de Kiétun.
Massakuy a une population de 250 habitants. C'est un village du Kiétun situé au centre nord des villages de Kiétun. Tous cultivateurs, les habitants cultivent le mil, l’arachide, le riz, les pois de terre, le sésame, la pastèque et pendant la saison sèche ils deviennent jardiniers, ils cultivent la tomate, l'oignon, le chou...
Les habitants de Massakuy sont des éleveurs, ils élèvent des bœufs, des moutons, chèvres, des ânes, de la volaille et des chevaux.

Avec un marigot au sud, le village est traversé par un cours d'eau au sud.

La majorité de la population est analphabète et il n'y a aucune infrastructure. Leurs marchés principaux sont celui de Djibasso et celui de Kiénekuy.
La religion pratiquée est le christianisme (catholique et protestant ) et on y trouve aussi des animistes.
La langue parlée est le bomou.

## Histoire
Massakuy a été créé en 1958 par deux frères, Justin et Christophe Kienou.